# برادلی استوک
longitudeبرادلی استوکlatitudeبرادلی استوک

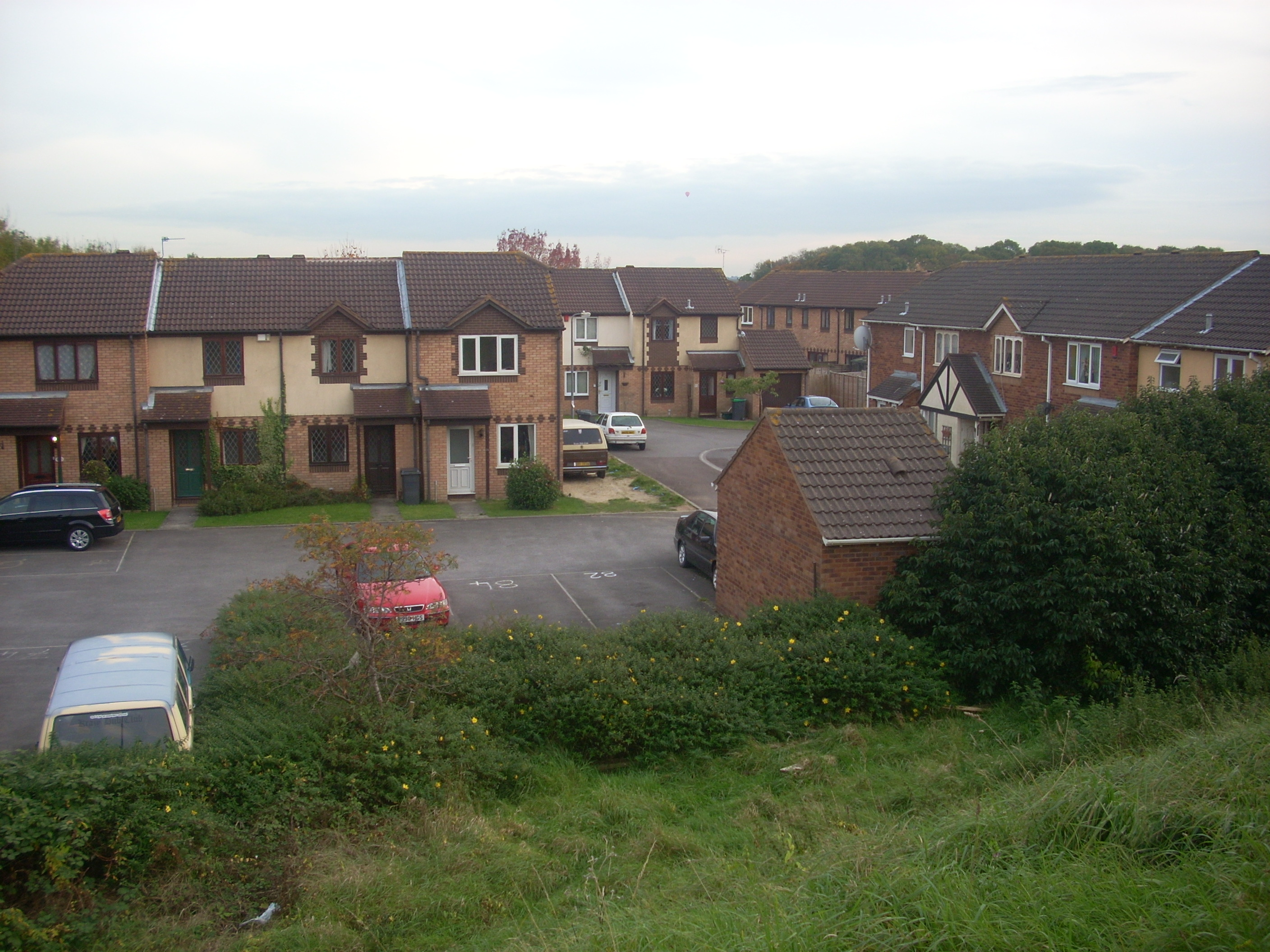
نمایی از شهرک برادلی استوک در سال ۲۰۰۹

برادلی استوک (به انگلیسی: Bradley Stoke) یک شهرک در بریتانیا است که در انگلستان واقع شده‌است.

## خصوصیات
برادلی استوک ۲۷٬۸۰۵ نفر جمعیت دارد.